# Konkurs Wokalny im. I.J. Paderewskiego
Konkurs Wokalny im. Ignacego Jana Paderewskiego – odbywający się co 3 lata w Bydgoszczy konkurs wokalny o randze ogólnopolskiej, w którym mogą brać udział śpiewacy w wieku do 30 lat. Jego organizatorem do 2006 roku było Towarzystwo Muzyczne im. I.J. Paderewskiego w Bydgoszczy, a od 2015 roku Akademia Muzyczna im. Feliksa Nowowiejskiego w Bydgoszczy.

## Geneza
Konkurs powołano do istnienia z inicjatywy Bydgoskiego Towarzystwa Muzycznego, które od lat 80. XX w. prowadziło działalność propagującą i utrwalającą w społecznej świadomości postać i twórczość Ignacego Jana Paderewskiego.
I Polski Konkurs Wokalny im. Ignacego Jana Paderewskiego odbył się w dniach 3-5 listopada 1999. Impreza, której celem było wyłonienie i promocja młodych polskich śpiewaków, urządzana była odtąd co trzy lata, na przemian z Międzynarodowym Konkursem Pianistycznym. Pracami jury kierowała prof. Katarzyny Rymarczyk, pomysłodawczyni imprezy. Pierwszą nagrodę (Grand Prix Paderewski) zdobyła Monika Baranowska z Bydgoszczy.
Drugi Konkurs Wokalny im. I.J. Paderewskiego odbył się w dniach 27-29 czerwca 2003. Dyrektorem konkursu była Hanna Michalak, pracowniczka naukowa Akademii Muzycznej w Bydgoszczy. Na czele 8-osobowego jury stała Jadwiga Rappé. Zwyciężyła Iwona Sobotka, sopranistka, studentka Akademii Muzycznej w Warszawie.
Trzecią edycję Konkursu przeprowadzono w dniach 29 czerwca - 2 lipca 2006. Uczestniczyło w nich 20 wokalistów z Bydgoszczy, Gdańska, Katowic, Krakowa, Łodzi, Poznania, Warszawy i Wrocławia.

## Charakterystyka
Konkurs organizowany jest przez Towarzystwo Muzyczne im. I.J. Paderewskiego oraz Akademię Muzyczną im. F. Nowowiejskiego w Bydgoszczy. Ma charakter ogólnopolski, a jego celem jest propagowanie twórczości wokalnej Ignacego Jana Paderewskiego, popularyzacja innych twórców polskiej liryki wokalnej XIX i pierwszej połowy XX wieku oraz promowanie utalentowanych młodych wykonawców.
Konkurs przeznaczony jest dla wokalistów: kobiet w wieku do 30 lat i mężczyzn do lat 32.

## Laureaci Konkursu
| edycja | Rok                       | I nagroda                  | II nagroda                       | III nagroda        | wyróżnienia                                                    |
| ------ | ------------------------- | -------------------------- | -------------------------------- | ------------------ | -------------------------------------------------------------- |
| I      | 3 - 5 listopada 1999      | Monika Baranowska          |                                  |                    | Anna Siwiec, Agnieszka Piasecka, Artur Ruciński, Arnika Dobras |
| II     | 27 - 29 czerwca 2003      | Iwona Sobotka              | Ewa Biegas                       | nie przyznano      | Wioletta Chodowicz, Joanna Dobrakowska                         |
| III    | 29 czerwca - 2 lipca 2006 | nie przyznano              | Kamila Kułakowska, Anna Noworzyn | Jadwiga Postrożna  | Agnieszka Hauzer, Bogumiła Dziel-Wawrowska                     |
| V      | 2015                      | Alina Adamska-Raitarovskyi | Ewa Tracz                        | Marcela Wierzbicka | I: Piotr Maciejowski, II: Magdalena Wachowska                  |
| VI     | 6 - 9 listopada 2018      | nie przyznano              | Ewa Menaszek, Krzysztof Zimny    | nie przyznano      | I: Roksana Wardenga, II: Paula Kluczna                         |